# Магічний бій
«Магічний бій (англ. Magic Kombat) — філіппінська науково-фантастична фентезійна комедія 1995 року, написана та знята Джунном Кабрейрою. У фільмі знялися Смокі Маналото та Ерік Фруктуозо. Головні герої фільму — Маріо (Маналото) та Луїджі (Фруктуозо), які випадково опиняються у світі відеоігор і змушені боротися за повернення у реальний світ. Багато сценаріїв, звукових ефектів і персонажів фільму, зокрема Маріо та Луїджі, є несанкціонованими пародіями на Super Mario Bros., «Вуличний боєць II» та інших відеоігор, що були популярними на Філіппінах у 1980-х — 1990-х роках.
Фільм брав участь у кінофестивалі в Манілі 1995 року.

## Сюжет
Студенти, які працюють, Маріо (Маналото) та Луїджі (Фруктуозо) після інциденту в торговому центрі залишаються без роботи і ледве зводять кінці з кінцями, поки не влаштовуються прибиральниками та технічними працівниками у школі, де отримують можливість навчатися.
Коли персонаж відеоігри на ім'я Ріо раптово матеріалізується в реальному світі під час ігрової сесії Маріо бурхливої ночі, брати Маріо разом зі своєю подругою Діаною збираються повернути Ріо в її рідний світ, але все ускладнюється, коли Маріо і Луїджі затягуються в сферу відеоігор замість Ріо. Потім двоє братів змушені пробиватися через кожен рівень гри, а пізніше їм допомагає Ріо, яка повернулася до свого рідного світу. Після останньої зустрічі з надприродними істотами в печері Маріо та Луїджі використовують дорогоцінні камені, які вони знайшли під час попередніх зустрічей, щоб відчинити двері, які повернуть їх у реальний світ.
Повернувшись на стару роботу двірників, Маріо та Луїджі випадково натрапляють на студента, який надзвичайно схожий на Ріо.

## Акторський склад
- Смокі Маналото — Маріо
- Ерік Фруктуозо — Луїджі
- Дандін Ранілло — двірник
- Бет Тамайо — Діана
- Джоан Паскуаль — Ріо
- Шармейн Суарес — Бланка
- Ерні Ортега — самурай
- Ага Фазон — горила
- Ян Кессі Есполонг — Ґоко
- Сіта Асталс — декан
- Хайме Фабрегас — асистент декана
- Френсіс Енрікес — студент
- Нононг де Андрес — Альбуляріо
- Соліта Карреон — рекрутер
- Кріс Далуз — дядько Теонг

## Нагороди
| Рік      | Нагороди                        | Категорія                   | одержувач       | Результат | посилання |
| -------- | ------------------------------- | --------------------------- | --------------- | --------- | --------- |
| 1995 рік | 21-й кінофестиваль Metro Manila | Краща жіноча роль           | Жоанна Паскуаль | Номінація | [ 5 ]     |
| 1995 рік | 21-й кінофестиваль Metro Manila | Краща жіноча роль           | Бет Тамайо      | Номінація | [ 5 ]     |
| 1995 рік | 21-й кінофестиваль Metro Manila | Краща актриса другого плану | Шармейн Суарес  | Номінація | [ 5 ]     |

## Виноски
1. ↑  На основі різних популярних відеоігор, таких як Mortal Kombat та Street Fighter II.